# Helwan HA-300
Helwan HA-300 — реактивный истребитель египетского производства 1960-х годов. Последняя разработка немецкого авиаконструктора Вилли Мессершмитта.

## История

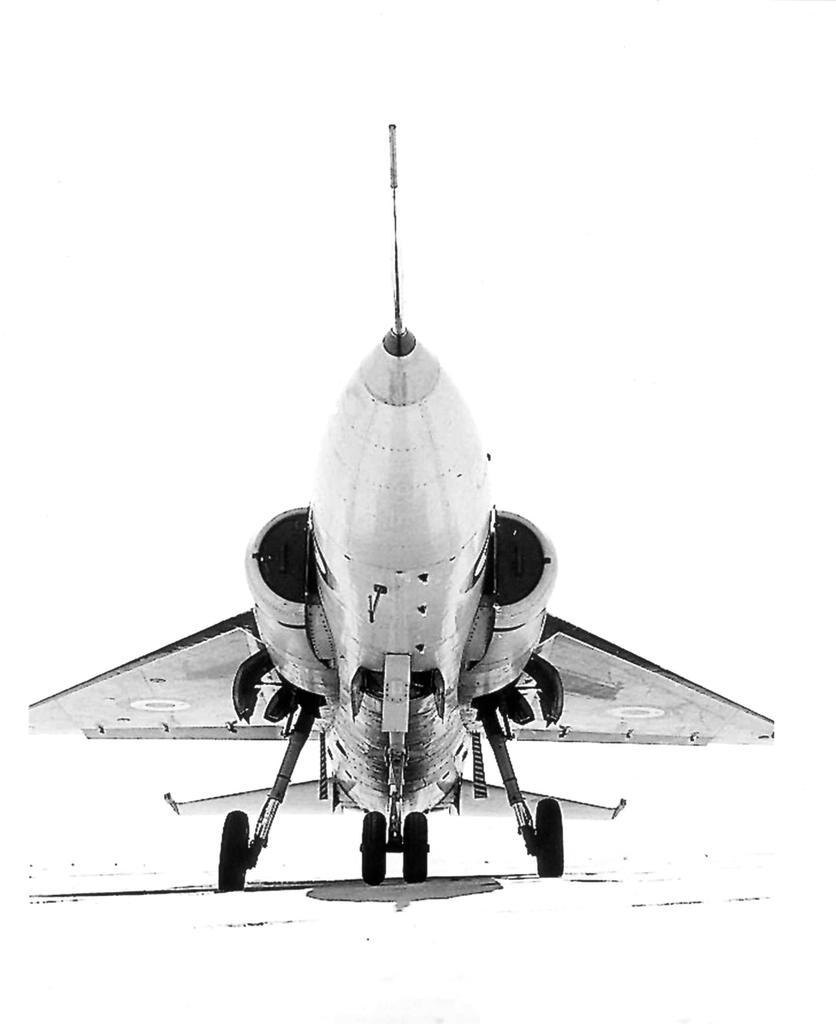
Вид спереди-снизу

После окончания Второй мировой войны Германии было запрещено заниматься авиационными разработками. Поэтому авиаконструктор Вилли Мессершмитт, в поисках работы, переехал в Испанию, где в компании Hispano Aviación приступил к созданию легкого реактивного истребителя. Однако Испания, из-за финансовых проблем, вышла из этого проекта в 1960 году.
Египет приобрел права на разработку у Hispano Aviación. Команда разработчиков во главе с Мессершмиттом переехала в египетский город Хелуан, где продолжила работы над новым истребителем, получивший наименование Helwan Aircraft 300 (назван в честь города Хелуан). Фердинанд Бранднер, австрийский конструктор, также был приглашен для разработки турбореактивного двигателя для нового истребителя. Египет стремился создать легкий сверхзвуковой одноместный истребитель, который мог усилить египетские ВВС.

### Разработка и испытания в Египте

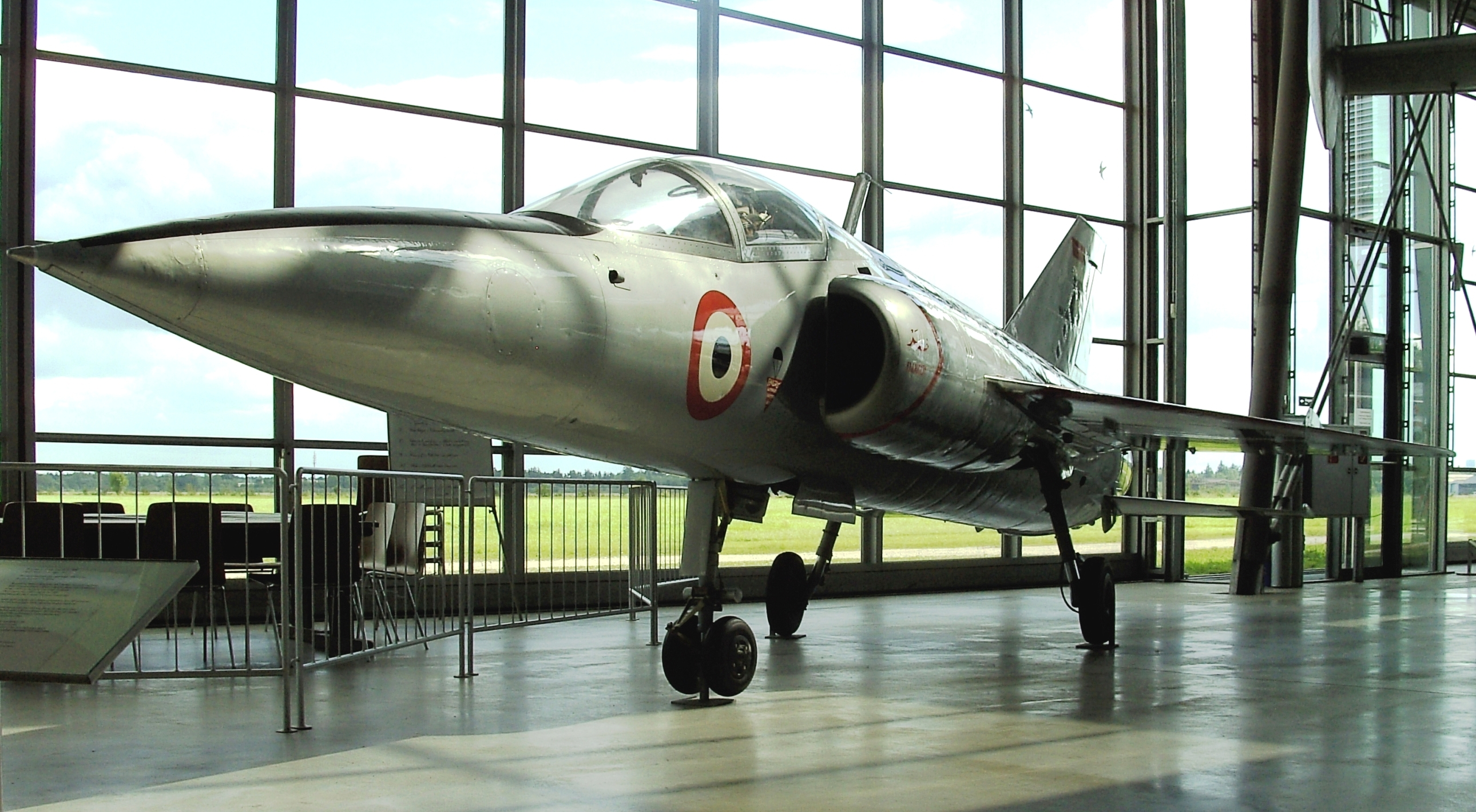
Первый прототип Helwan HA-300 в Немецком музее Flugwerft Schleissheim недалеко от Мюнхена, Германия

Разработка египетского HA-300 началась в испытательных цехах и цехах на заводе № 36 в Хелуане, к юго-востоку от Каира, под руководством Египетской генеральной авиационной организации (EGAO), официально созданной в 1959 году.
Первый прототип HA-300, оснащенный двигателем Bristol Siddeley Orpheus 703-S-10, совершил первый полет 7 марта 1964 года. Третий и последний прототип был оснащен египетским двигателем Е-300, который, как надеялись его создатели, сможет достичь высоты 12000 м и скорости Маха 2,0 в течение 2,5 мин после взлета. Этот прототип был испытан в полете, по крайней мере, один раз, когда он достиг скорости Маха 2.1 с египетским двигателем.
На разработку было потрачено 135 миллионов египетских фунтов, а двигатель E-300 был передан правительству Индии для использования в истребителе HAL HF-24 Marut.
Всего было произведено 6 истребителей.

### Завершение проекта
Проект Helwan-300 был отменен в мае 1969 года. Причина не была публично заявлена, но финансовые и политические факторы, вероятно, сыграли свою роль в прекращении работ. Немецкие инженеры, работающие над проектом, были вынуждены покинуть Египет после получения многочисленных угроз от израильского Моссада.
Чтобы восполнить возникшую брешь в составе своих ВВС, Египет установил тесные контакты с Советским Союзом и приобрел советские самолёты вместо того, чтобы продолжать разрабатывать проект Helwan-300.

## Сохранившиеся образцы
- Первый прототип HA-300 экспонировался в Немецком музее Flugwerft Schleissheim в Обершлайсхайме под Мюнхеном с 1997 года. Он был куплен Daimler-Benz Aerospace AG (DASA) и восстановлен в Манчинге компанией MBB в течение пяти с половиной лет[5].
- Один HA-300 выставлен Мессершмиттом в Манчинге.

## Технические характеристики

Схема истребителя в трех проекциях

Данные из немецкого музея Flugwerft Schleissheim, theaircache.com.

### Общие характеристики
- Экипаж: 1
- Длина: 12,40 м
- Размах крыльев: 5,84 м
- Высота: 3,15 м
- Площадь крыла: 16,70 м 2
- Профиль : двояковыпуклый 3 %
- Вес пустого : 2100 кг (4630 фунтов)
- Максимальный вес: 5443 кг
- Силовая установка: 1 × турбореактивный двигатель Bristol Orpheus 703-S-10 (первые два прототипа), тяга 21,6 кН, 36,3 кН с форсажной камерой
- Силовая установка: 1 × турбореактивный двигатель Brandner E-300 (третий прототип), тяга 32,4 кН, 47,2 кН с форсажной камерой

### Летные характеристики
- Максимальная скорость: 2100 км/ч с двигателем Brandner E-300
- Максимальная скорость: Мах 1,7
- Дальность: 1400 км
- Практический потолок: 18 000 м
- Скорость набора высоты: 203 м/с
- Нагрузка на крыло: 125,749 кг/м 2
- Тяга / масса : 0,88

### Вооружение
- 2 × 30-мм пушка Hispano или 4 × 23-мм пушка Нудельмана-Рихтера NR-23
- 4-х инфракрасные самонаводящиеся ракеты воздух-воздух